# Divadlo Alexandra Duchnoviče
Divadlo Alexandra Duchnoviče (slovensky Divadlo Alexandra Duchnoviča, rusínsky Tеатр Александра Духновича) se nachází v Prešově, je jediným slovenským divadlem hrajícím v rusínském jazyce.

## Historie a poslání

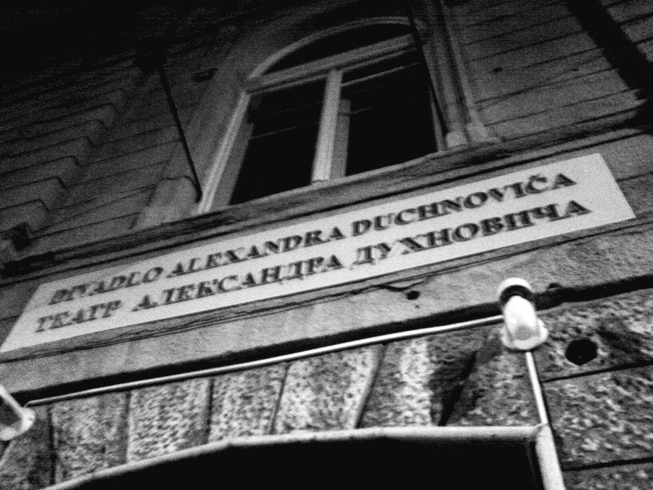
Průčelí budovy Divadla Alexandra Duchnoviče v Prešově

Kořeny divadla sahají až do poloviny 20. století, když po 2. světové válce, v roce 1945, bylo v Prešově založeno Ukrajinské národní divadlo. Divadlo se zaměřovalo zejména na šíření divadelního umění na severovýchodě Slovenska mezi občany ukrajinské a rusínské národnosti.
V roce 1990 bylo divadlo pojmenováno po Alexandru Duchnovičovi, vůdčí osobnosti národního odboje na východním Slovensku a Podkarpatsku. V současnosti má dva soubory – činohru (драматическiй колектив) a folklorní soubor PUĽS (Poddukelský umelecký ľudový súbor).
Divadlo Alexandra Duchnoviče má na Slovensku ojedinělé postavení. Jeho činnost je zaměřena na rozvoj a šíření kultury Rusínů a Ukrajinců na Slovensku, proto působí zejména jako zájezdové divadlo. Každý rok Divadlo Alexandra Duchnoviče hostuje na scénách po celém Slovensku a účastní se mnoha domácích i zahraničních přehlídek.
Činoherního soubor zpočátku hrával rusky, později to byla modifikována ukrajinština. Od poloviny 90. let hraje Divadlo Alexandra Duchnoviče rusínsky – jako jediné divadlo na Slovensku a na světě. V repertoáru divadla se vystřídala zvučná jména zahraničních i domácích autorů – Anton Pavlovič Čechov, Fjodor Michajlovič Dostojevskij, William Shakespeare, Eugène Ionesco, Molière, Ivan Stodola, Blaho Uhlár a jiní. Nejvýraznější osobností divadla byl od 80. let dramaturg Vasiľ Turok.
Divadlo spolupracuje s mnoha mladými slovenskými režiséry, jako jsou Rastislav Ballek a Miloš Karásek, Svetozár Sprušanský.

## Ocenění a nominace
- 2001: DESKY: Nominace na Cenu za nejlepší mužský herecký výkon: Eugen Libezňuk za roli Oblomova v inscenaci románu I. A. Gončarova: Oblomov.
- 2003: DESKY: Nominace na Cenu za nejlepší mužský herecký výkon: Eugen Libezňuk za roli Anděla v inscenaci hry Miloše Karáska: Perón.
- 2003: DESKY: Cena za nejlepší scénickou hudbu: Michal Kořán za hudbu k inscenaci hry Miloše Karáska: Perón.
- 2006: DESKY: Nominace na Cenu za nejlepší inscenaci sezóny: Inscenace hry A. P. Čechova Ujo Váňa.
- 2006: DESKY: Nominace na Cenu za nejlepší režii: Svetozár Sprušanský za režii inscenace hry A. P. Čechova Ujo Váňa.
- 2006: DESKY: Nominace na Cenu za nejlepší mužský herecký výkon: Eugen Libezňuk za úkol Vojnického inscenaci hry A. P. Čechova Ujo Váňa.
- 2006: DESKY: Nominace na Cenu za nejlepší ženský herecký výkon: Vladmíra Brehová za úkol SONET inscenaci hry A. P. Čechova Ujo Váňa.
- 2006: DESKY: Nominace na Cenu za nejlepší scénografii: Alexandra Grusková za scénu k inscenaci hry A. P. Čechova Ujo Váňa.

## Vedení divadla
- Umělecký ředitel divadla: Marián Marko
- Umělecký šéf činohry: Ľubomír Mindoš